# Rickenbach (Zürich)
Rickenbach is een gemeente en plaats in het Zwitserse kanton Zürich, en maakt deel uit van het district Winterthur.
Rickenbach telt 2466 inwoners.